# Милорад Ђоковић
Милорад Ђоковић (Рогатица, 1953 — 2021) био је српски новинар и публициста. Током богате новинарске каријере писао је и сарађивао у више од 40 штампаних медија. Добитник је више престижних новинских признања. Важи за једног од најбољих познавалаца политичке теорије руског анархизма на овим просторима.

## Биографија
Рођен 1953. године у Рогатици. Одрастао је у Вишеграду где је завршио основну школу и гимназију. Факултет политичких наука - смер новинарство завршио је на Београдском универзитету 1976. године. Новинарством се почео бавити од студентских дана, сарађујући у „Политикологу“, „Студенту“, омладинским новинама и Радио Индексу 202.
Завршио је постдипломске студије на ФПН-смер политичка теорија и методологија. Према препоруци ФПН боравио је на постдипломском усавршавању у СССР-у 1981. године, Русији и Украјини 1991. године, проучавајући феномен политичке теорије руског анархизма. Магистрирао је на теми „Бакуњинов концепт државе“. Докторску дисертацију „Руска политичка теорија анархизма у 20. веку“ одбранио је на Факултету политичких наука у Београду.
Звање доцента друштвено-хуманистичких наука стекао је на Универзитету Сингидунум 2009. године, на коме је предавао социологију и методологију друштвених истраживања до 2014. године. Ангажован је на Институту за стратешке студије Факултета за дипломатију и безбедност. Аутор је преко 50 научних радова и учесник бројних међународних и домаћих саветовања. Добитник је престижних новинарских признања.

## Каријера
- Новинар, руководилац Одељења за информисање и главни и одговорни уредник листа „Колубара“ у РБ „Колубара“ постављен у три наврата од 1976. до 2014.
- Наставник у Средњошколском центру – Лазаревац, на смеру Култура и информисање на три предмета: Теорија и пракса новинарства, Облици новинарског изражавања и Систем јавног информисања СФРЈ (1983 - 1984)
- За доцента друштвено-хуманистичких наука изабран 2009. године на Универзитету „Сингидунум“
- Наставник на основним студијама Пословног факултета Универзитета „Сингидунум“ за предмете Социологија и Методологија друштвених наука, ментор на мастер студијама (2010 – 2014)

### Професионална каријера у новинарству и публицистици
- Новинарством се почео бавити од 1971. године пролазећи све фазе професије од дописника, новинара-репортера, колумнисте, до уредника, сарађујући у преко 40 гласила, где је објавио око 8000 текстова („Политика“, „Политика-Експрес“ (1979 - 1998), ТАНЈУГ (1981 – 2000), „Борба“ (1990 - 1994 – коментари, чланци), „Дневни телеграф“ (1996 - 1998), „Вечерње новости“; „Ревија 92“, „Новости 8“, „Свет“, „ДЕМ“, „Блиц“, „Сведок“, „Глас јавности“, „Данас“, „Статус“, „Недељник“ и „Експрес“ 2016-2017.
- Сталне рубрике у новинама („Борба“ – колумна, „Политика-Експрес“ – „Приче са периферије велеграда“, „Колубара“ - „С друге стране живота“,“Данас“ – есеји и чланци и др).
- Аутор је више фељтона у недељним и дневним новинама („Борба“, „Политика“, „Политика-Експрес“, „Колубара“, „Свет“ и др).
- Документарне драме на Радио Београду (II програм): „Снови и смрт на Ибарској магистрали“, „Тишина је људско уточиште“, „Косовска горка река“, „Медошевац-село које нестаје“, „Ибеовац“ (1981 – 1986).
- Аутор сценарија за позоришну представу ЈДП „Костур са Вида – острва смрти“ (1994).
- Аутор и сценариста више документарних филмова за „Застава“ и „Дунав - филм“ („Убијање светлости“, „Откривена ризница“, „Његово величанство Угаљ“ и др).Награда Удружења новинара Србије „Светозар Марковић" за писање у различитим медијима додељена Милораду Ђоковићу 1999. године.

## Награде
- Награда и повеља „27. јуни“ Већа савеза синдиката Србије са серију репортажа у дневним листовима (1983)
- Друга награда у СФРЈ листа „Заштита на раду“ за чланак о заштити на раду, 1986.
- Добитник „Борбине“ награде „Аугуст Цесарес“ за новинску репортажу „Судбина референта за шифре“ (1992)
- Годишња награда Танјуга за најбољег дописника у Србији (1998)
- Награда Удружења новинара Србије „Светозар Марковић“[1] за писање у различитим медијима (1999)
- Плакета Одбора за истину о Косову и Метохији за медијски допринос (2007)
- Диплома „Златна Ника“ за новинску репортажу на „Интерферу“[2] (2013)
- У репрезентативној монографији „ВРЕМЕ БОРБЕ 1922-2007“ (Библиотека „Енциклопедија журналистика“) међу текстовима најпознатијих новинара Југославије сврстана су два текста М. Ђоковића, коментар и репортажа.
- Прва награда УНС-а „Пера Тодоровић“[3] за најбољи фељтон објављен у „Политици“ 2016. године о Петру Кочићу
- Спомен-плакета Удружења пилота и падобранаца Војске Србије за пројекат „Смрт девет авијатичара“ реализован 2018. годинеНаграда Удружења новинара Србије Пера Тодоровић - Слободан Рељић, Милорад Ђоковић и Нино Брајовић

## Изабрана дела
- „Косметски досије“[4], 1990.
- „Српски рулет – анатомија политичких обрачуна у Србији“[5], 1993.

- „Костур са Вида – острва смрти“[6], 1994.
- „Новинске приче“[7], 1995.
- „Српска голгота 1914-1916“[8], 2006.
- „Руски анархизам - идеал који измиче“[9], 2007.
- „Анархизам – од Бакуњинове идеје до пада совјетске државе“[10], 2007.
- „Трагика Петра Кочића“[11], 2016.
- „Смрт девет авијатичара“[12], 2017.
- Монографија „РЕИК Колубара“, 1983.
- „Лазаревац: привредно туристички водич“[13], 1989.
- Публикација „Колубарска битка“, 1994.
- Монографија „Век Колубарског басена 1896-1996“
- Монографија „Век лова у Колубари“[14], 2000.
- Публикација „Корак ка Европској унији“, 2005.
- Монографија „50 година Колубара - Прераде“[15], 2006.
- Монографија „55 година Колубара - Метала“[16], 2008.
- Монографија „Колубара Пројект – идеја која опстаје“, 2010.

- Руски анархизам - идеал који измиче, Милорад Ђоковић

## Учешће у истраживачким пројектима и радионицама
- Друштвено - политичка активност студената на ФПН (1973 – 1974)
- Ставови грађана СФРЈ на привременом раду у иностранству ( ФПН, Институт за политичке студије), (1975-1977)
- Саобраћајна култура Београђана, Саобраћајни факултет (1976)
- Аутор пројекта: „Трагање за идентитетом – Блиски сусрет са Европом“ (ЕПУС, 2001)
- Управљање људским ресурсима (Употреба мотивационих техника у креирању људских ресурса, Инђија, 2001)
- Семинар „Професионална селекција кадрова у јавним предузећима“, Нови Сад, 2001.
- Руководилац пројекта обука новинара у медијима (Фондација „Кондард Аденаур“), 2003.
- Руководилац пројекта „Отворити врата информацијама од јавног значаја“ (ФПН, Европски покрет у Србији, 2003)
- Пројекат „Промоција запошљавања“ (Ниш, Краљево, Лазаревац, Панчево, Светска банка и Министарство за рад и запошљавање, 2003 – 2005)
- Заштита животне средине на подручју Колубарског басена (Институт за одрживе заједнице, 2004)
- Конвент ЕУ о екологији (Београд, 2004)
- Будућност приватног предузетништва у Србији и искуства ЕУ (ЕПУС, 2005)
- Улога синдиката у процесу транзиције  и приватизације (ЕПУС, 2006)
- Освајање слободе – пут којим се теже иде, афирмација креативних кадрова Србије (ЕПУС, 2007)
- Србија у ЕУ – шта од тога имам ја, а шта мој град (ЕПУС, 2008)
- Српска наивна уметност – бренд Европе (ЕПУС, 2009)
- Визија европске Србије ( Влада Србије и ЕПУС, 2009)
- Одрживост антикорупцијских иснтитуција и механизама на примеру изградње стратешких енергетских објеката (ЕПУС, 2009)
- Корупција и људска права – успостављање везе (ФОД, Медија центар, 2010)
- Центар за анархистичке студије, Два предавања о савременим токовима анархизма у свету, Загреб (2010)
- Научни скуп на ФПН „Развој политичких институција у Србији – 10 година после 5. октобра“ (2010)
- Саопштење на саветовању „Србија на раскршћу – неутралност или НАТО-пакт: трагање Србије за оптималним геополитичким интересима“, Центар за стратегијске студије, 17. фебруар 2011.
- Регионална сарадња и европске интеграције (Министарство спољних послова, 2012)
- Пројекат „Могућа Србија“ (2012)
- Пројекат о екологији „Знам како да делујем“ (2012)
- Семинар антистресног програма (Ечка, 2012)
- Реформа јавне управе у Србији (2016-2018)
- Аутор мултимедијалног пројекта „Непозната судбина Лазаревца – април 1941“.

### Научни радови са међународних конференција
- Милорад Ђоковић, „Стратегија енергетске безбедности Србије у контексту савремених међународних односа“, Међународна научна конференција „Стратешки правци развоја и утврђивања положаја Србије у савременим међународним односима“, Институт за међународну политику и привреду ( 22 – 23. април 2013, Београд)
- Милорад Ђоковић, „Значај енергетике у Подунављу Србије – реалност и изазови“, Међународна научна конференција „Србија у Дунавском региону у 21. веку“, Институт за међународну политику и привреду (16 – 17. септембар 2013, Кладово)
- Милорад Ђоковић, „Дефинисање државе и анархизма у Новом светском поретку“, Међународна научна конференција „Стари и Нови светски поредак – између европских интеграција и историјских оптерећења: Перспективе и изазови за Европу 21. века“, Институт за међународну политику и привреду (29 – 30. мај 2014, Београд)
- Милорад Ђоковић, „Definition of state and anarchism in the New World Order“ (p. 397- 414), „The Old and te New World Order - between European integration and the historical burdens: Prospects and challenges for Europe of 21st century“, (Proceedings from the international conference „The Old and te New World Order - between European integration and the historical burdens: Prospects and challenges for Europe of 21st century“, May 29 – 30, 2014), Edited by D. Dimitrijević, Institute of International Politics and Economics, Belgrade, 2014,  978-86-7067-207-9, COBISS.SR-ID 210653196 (учешће по позиву)
- Милорад Ђоковић, „Достизање стандарда Европске уније на примеру Рударског басена Колубара“ (стр. 318 -333), „Савремени међународно-правни поредак и европске интергације Србије“ (Зборник радова са научне конференције Савремени међународно-правни поредак и европске интергације Србије, 10. децембар 2014), Уредници: Драгољуб Тодић, Марко Новаковић, Институт за међународну политику и привреду, Београд, 2014,  978-86-7067-209-3
- Милорад Ђоковић, „Србија у транзицији – трагање за новим идентитетом“, Међународна научна конференција „Србија у савременом европском и регионалном окружењу“, Институт за међународну политику и привреду“ (3 – 4. јул 2014, Београд)
- Милорад Ђоковић, „Актуелност Бакуњинове мисли о јачању државе и Новог светског поретка“, Међународна научна конференција у Русији – у Прјамухину, поводом 200 година рођења М. А. Бакуњина (12 – 13. јула 2014)
- М. Джокович, „Актуальност мысли Бакунина об укреплении государства и о Новом мировом порядке“ (с. 249 - 260), Человех из трех столетий, ФУТУРИС, Москва, 2015, (Международная конференция 200-летию со дня рождения М. А. Бакунина, 12 – 13 07. 2014),  978-5-99033-292-8, УДК 30, ББК 94, П 85. (учешће по позиву)
- Милорад Ђоковић, „Дунавска стратегија између утопије и реалности – поглед из Србије“, Међународна научна конференција „Дунавска стратегија Европске уније у 21. веку“, Институт за међународну политику (27 – 28. септембар, 2015, Београд)
- Милорад Ђоковић, „Актуелност симболике слободе и отпора у лику Давида Штрпца“, „О Петру Кочићу“, У: др Александра Вранеш, Андрићев институт, Вишеград, Међународни научни скуп поводом 100. годишњице смрти Петра Кочића, 25 – 26. јун, 2016.
- Милорад Ђоковић, „Митско, утопијско и збиљско у Андрићевој ћуприји на Дрини“ (усвојен рад), Међународна научна конференција „Мост у књижевности, историји и кинематографији“, Андрићев институт, Вишеград, 28 – 30.10.2016.
- Милорад Джокович, „Русские анархисты – инициаторы Октябрьской революции“, Прямухинские чтения, 2017. Учешће на Међународној научној конференцији у Руској федерацији (Твер), Велика руска револуција 1917 – 1921 – либертерски поглед, 15 – 16. јул 2017. (учешће по позиву)[17]
- Милорад Ђоковић, „Угроженост енергетске безбедности Републике Србије у контексту присвајања енергетских ресурса на Косову и Метохији“, Дијалог о Косову (Палата Србије), Факултет за дипломатију и безбедност[18], 19. фебруар 2018.

- Интервју са амбасадором Републике Кубе Хуан Санчезом Монроем за недељник Сведок, др Милорад Ђоковић
- У разговору са генералом Радивојем Јовановићем Брадоњом за књигу Српски рулет - анатомија политичких обрачуна, др Милорад Ђоковић
- Учесници округлог стола „Сто година од завршетка Првог светског рата – искуства и поуке“